# Fruholmen fyr
Fruholmen fyr er et fyr i Måsøy kommune i Troms og Finnmark fylke i Norge. Fyret, som ligger på Fruholmen nord for Ingøya, er verdens nordligste fyrstation og det mest vejrudsatte fyr i Norge.
Det oprindelige 33 meter høje fyr i støbejern blev bygget i perioden 1864-1866 og tændt første gang 25. august 1866. Oprindelig blev fyrlyset drevet med fedtolie, men fra omkring 1875 blev der brugt petroleum. Fyret fik telefon i 1931. Fruholmen fyr var det eneste i Finnmark som ikke var besat af tyskerne under 2. verdenskrig, men i november 1944 blev den daværende fyrfamilie tvunget til at evakuere fyret, og fyrstationen blev bombet og jævnet med jorden.
Efter krigen opførtes et nyt fyr i jernbeton, og fyret blev tændt igen i 1949. Det nye fyr var drevet med strøm fra dieselgenerator. I 1963 blev der lagt et strømkabel fra Ingøy til fyret, og et radiofyr blev monteret året efter. I 1973 blev fyret omgjort til skiftestation med kun to mand på vagt, og familiebosætningen på fyret blev afviklet. Fruholmen fyr ble automatiseret og affolket i 2006.